# Cryptophis pallidiceps
Espèce
Synonymes
- Hoplocephalus pallidiceps Günther, 1858
- Rhinoplocephalus pallidiceps (Günther, 1858)
- Denisonia nigrescens Boulenger, 1896

Statut de conservation UICN

 LC  : Préoccupation mineure
Cryptophis pallidiceps est une espèce de serpents de la famille des Elapidae.

## Répartition
Cette espèce est endémique d'Australie. Elle se rencontre dans le Territoire du Nord et à l'est de Broome en Australie-Occidentale.

## Description

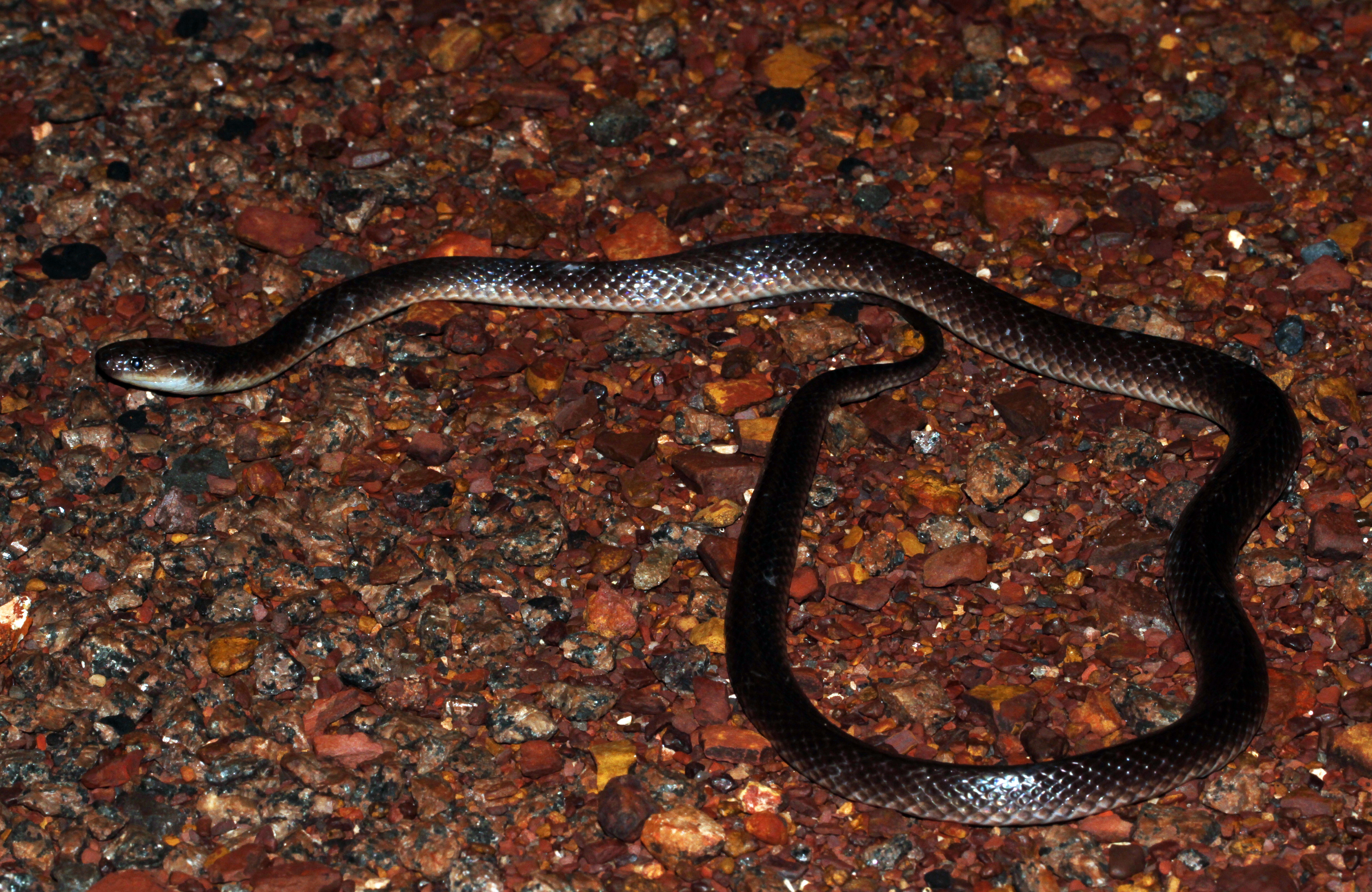

C'est un serpent venimeux et vivipare.

## Publication originale
- Günther, 1858 : Catalogue of Colubrine Snakes in the Collection of the British Museum, London, p. 1-281 (texte intégral).